# Corneliu Ion
Corneliu Ion (* 27. Juni 1951 in Focșani) ist ein ehemaliger rumänischer Sportschütze.

## Erfolge
Corneliu Ion, der für Steaua Bukarest aktiv war, nahm mit der Schnellfeuerpistole an vier Olympischen Spielen teil. 1976 in Montreal belegte er den fünften Platz. Vier Jahre darauf erzielte er in Moskau wie Jürgen Wiefel und Gerhard Petritsch mit 596 Punkten die höchste Punktzahl. Im Stechen kamen Ion und Wiefel in der ersten Runde auf 148 Punkte, während Petritsch mit 146 Punkten ausschied und die Bronzemedaille gewann. In der zweiten Runde trafen beide 147 Punkte, sodass eine dritte Runde erforderlich wurde. In dieser setzte sich Ion mit 148 zu 147 Treffern durch und wurde damit Olympiasieger. Bei den Olympischen Spielen 1984 in Los Angeles belegte er mit 593 Punkten hinter Takeo Kamachi und vor Rauno Bies den zweiten Platz, sodass er die Silbermedaille erhielt. Die Spiele 1988 in Seoul schloss er auf dem 18. Platz ab. Bei Weltmeisterschaften gewann er 1974 in Thun in der Einzelwertung mit der Luftpistole die Silbermedaille und mit der Mannschaft mit der Schnellfeuerpistole Bronze. 1982 in Caracas wurde er mit der Schnellfeuerpistolen-Mannschaft Vizeweltmeister.
Nach seiner aktiven Karriere wurde er zunächst Trainer bei Steaua Bukarest. 1990 wurde er Präsident des nationalen Schützenbundes und war auch Mitglied der Geschäftsführung des Comitetul Olimpic și Sportiv Român. Er erhielt 2001 das Offizierskreuz des Ordens Für Verdienst.